# Jakub III (król Majorki)
Jakub III z Majorki, hiszp. Jaime III de Mallorca, katal. Jaume III de Mallorca (ur. 5 kwietnia 1315, zm. 25 października 1349) – król Majorki 1324-1344, hrabia Roussillon i Cerdanya, władca Montpellier.

## Życiorys
Urodzony w 1315 w Katanii na Sycylii, syn Ferdynanda i Izabeli de Sebran, bratanek króla Majorki Sancho I.
Ojciec Jakuba III przybył w 1313 na Sycylię, na dwór króla Fryderyka II, po powrocie z Achai, gdzie próbował bez powodzenia w imieniu sycylijskiego władcy przejąć dowództwo nad Kompanią Katalońską. Po powrocie na Sycylię zaaranżowano małżeństwo Ferdynanda z Majorki z Izabelą de Sebran, której matka Małgorzatą de Villehardouin rościła sobie prawa do Księstwa Achai. Po ślubie Ferdynand przyjął tytuł księcia Achai. Matka Jakuba zmarła krótko po jego urodzeniu, zaś ojciec zginął w lipcu 1316 podczas wyprawy do swego tytularnego księstwa. Po 1331 większość możnych Księstwa Achai uznała prawa Jakuba do władzy w księstwie, ale presja ze strony Filipa I księcia Tarentu, młodszego syna króla Neapolu Karola II Kulawego była zbyt duża i ostatecznie Filip przejął władzę w Achai, tym bardziej, że Jakub na wieść o śmierci swego stryja wrócił na Majorkę.
Stryj Jakuba, król Majorki Sancho I zmarł 4 sierpnia 1324. Mimo że Sancho I w 1319 został przez króla Aragonii Jakuba II Sprawiedliwego zmuszony do podpisania układu, na mocy którego królestwo Majorki miało w przypadku braku legalnego potomstwa zostać włączone bezpośrednio w skład królestwa Aragonii, to Sancho postanowił złamać traktat i przed śmiercią na swego następcę wyznaczył bratanka Jakuba. By usankcjonować swe panowanie w 1337 Jakub wydał tzw. Leges palatinae, będącym zbiorem przepisów prawnych sytuujących pozycję monarchy w królestwie i organizującym zasady funkcjonowania centralnych urzędów królestwa. Leges palatinae zostało wydane w formie bogato ilustrowanego manuskryptu, przechowywanego obecnie w Belgijskiej Bibliotece Królewskiej.
Władcy Aragonii początkowo zaakceptowali objęcie tronu królestwa Majorki (które prócz Balearów składało się z hrabstwa Roussillon i Cerdanya oraz Montpellier) przez Jakuba III, zwłaszcza że nowy król Majorki złożył im hołdy lenne – w 1327 Jakubowi II Sprawiedliwemu, a w 1329 jego następcy Alfonsowi IV. Dodatkowo, w 1336 Jakub III poślubił córkę Alfonsa IV – Konstancję.
Jednakże syn i następca Alfonsa IV, Piotr IV (zwany Ceremonialnym, panował 1336-1387) postanowił prowadzić politykę ekspansji, co wiązało się z koniecznością zajęcia Balearów, będących ważnym ośrodkiem handlu w zachodniej części basenu Morza Śródziemnego. Piotr IV z poparciem papieża oskarżył Jakuba III o felonię i w 1342 zorganizował sfingowany proces. Wyrok wydany pod nieobecność Jakuba był dla niego druzgocący – został uznany za winnego złamania przysięgi lennej i pozbawiony wszelkich posiadłości. Takie orzeczenie dało Piotrowi IV prawny pretekst do najazdu na Królestwo Majorki. Aragońska inwazja miała miejsce w 1343, Jakub został pokonany w bitwie pod Santa Ponca, po czym rok później uciekł na kontynent, by następnie zaoferować Aragończykowi hrabstwa Roussillon i Cerdanya. Piotr IV, którego celem było podbicie wszystkich ziem królestwa Majorki, nie zgodził się z propozycją Jakuba, oferując mu jedynie pieniężne odszkodowanie za utracone ziemie. Wtenczas Jakub podjął nieudaną wyprawę na hrabstwo Cerdanya, gdzie poniósł kolejną klęskę. Zawiódłszy się na królu Francji, będącym tradycyjnym przeciwnikiem Aragonii, Jakub postanowił szukać innych sojuszników dla swej sprawy, z tego powodu wziął w 1346 udział w bitwie pod Crecy po stronie króla Anglii, jednak nic u niego nie wskórał i by zdobyć środki pieniężne na zorganizowanie kolejnej wyprawy sprzedał królowi Francji Filipowi VI prawa do Montpellier. Dysponując pieniędzmi Jakub przedsięwziął tragiczną w skutkach wyprawę na Majorkę. Miało to miejsce w 1349, po wylądowaniu na wyspie doszło 25 października pod Lluchmayor (Llucmajor) do bitwy oddziałów Jakuba z wojskami aragońskimi. Wojska Jakuba, źle zorganizowane i wyposażone, doznały całkowitej klęski, a sam Jakub zginął podczas bitwy.

## Rodzina
Pierwszą żoną Jakuba III była poślubiona w 1336 Konstancja (zm. 1346), córka króla Aragonii Alfonsa IV Łagodnego. Z tego małżeństwa pochodziły dzieci:
- Jakub (zwany również Jakubem IV), 3. mąż królowej Neapolu Joanny I, pretendent do tronu Królestwa Majorki, ur. 1336, zm. 1375,
- Izabela, pretendentka do tronu Królestwa Majorki, ur. 1337, zm. 1406,

Z drugiego, zawartego w 1347, małżeństwa z Jolantą, wicehrabiną d’Omelas (zm. 1369) król miał tylko jedną córkę Esklaramundę, zmarłą w dzieciństwie.